# Graham Rogers
Graham Rogers (West Chester (Pennsylvania), 17 december 1990) is een Amerikaans acteur.

## Carrière
Rogers verhuisde op achttienjarige leeftijd naar Los Angeles waar hij acteerlessen nam. In 2011 begon hij met acteren in de televisieserie Memphis Beat, waarna hij nog meerdere rollen speelde in televisieseries en films.

## Filmografie

### Films
Uitgezonderd korte films.
- 2023 Girl You Know It's True - als Todd Headlee
- 2022 Ray Donovan: The Movie - als Smitty
- 2017 1 Mile to You - als Kevin
- 2014 Careful What You Wish For - als Carson
- 2014 Love & Mercy - als Al Jardine
- 2014 Red Zone - als Jake Jordan
- 2013 Crazy Kind of Love - als Henry Iris
- 2012 Struck by Lightning - als Scott Thomas
- 2011 1313: Haunted Frat - als Brad
- 2013 Long Time Gone - als Henry

### Televisieseries
Uitgezonderd eenmalige gastrollen.
- 2017-2021 Atypical - als Evan - 28 afl.
- 2018-2021 The Kominsky Method - als Jude - 21 afl.
- 2017-2020 Ray Donovan - als Smitty - 30 afl.
- 2017 SMILF - als David - 2 afl.
- 2015-2017 Quantico - als Caleb Haas - 24 afl.
- 2015 Zombie Basement - als Guffy - 2 afl.
- 2015 Resident Advisors - als Tyler - 7 afl.
- 2012-2013 Revolution - als Danny Matheson - 11 afl.

- Gemeinsame Normdatei: 1172400415
- International Standard Name Identifier: 0000 0004 5295 8405
- Library of Congress Control Number: no2015154013
- Virtual International Authority File: 12145003614461340069
- WorldCat: E39PBJmdpd9dDKXMTR8dT4W4bd